# Cètids
Els cètids (Cettiidae) són una família d'ocells de recent validació formada per petits moixons insectívors que abans s'incloïen en els sílvids (Sylviidae). L'única espècie que viu als Països Catalans és el rossinyol bord (Cettia cetti).

## Morfologia
Són ocells petits. La majoria tenen cues des de moderadament fins francament llargues, però els membres dels gèneres Urosphena i Tesia tenen cues tan curtes que no sobresurtin les seves rectriu caudals. El plomatge del grup és típicament modest, sovint amb una línia per sobre de l'ull. Algunes espècies, com ara les del gènere Erythrocercus, tenen un aspecte diferent, amb zones grogues al plomatge. En general se tracta d'un grup bastant variable, amb moltes espècies aberrants que fins ara havien estat ubicades de manera incòmoda en un ampli ventall de famílies no relacionades.

## Hàbitat i distribució
Habiten als matolls, principalment d'Àsia i Àfrica, arribant fins a Europa i Wallacea. Els gèneres Erythrocercus, Pholidornis i Hylia, són exclusius dels boscos africans. Urosphena, Tesia, Phyllergates, Tickellia i Abroscopus viuen principalment als boscos d'Àsia meridional i el sud-est Asiàtic, amb una espècie que arriba cap al nord fins al Japó i Sibèria. El gènere Cettia és el de distribució més ampla, arribant des d'Àsia, fins a Europa i les illes del Pacífic fins a Fiji i Palau. La major part de les espècies són migratòries, però Urosphena squameiceps és molt migradora i tant Cettia diphone com Cettia cetti són parcialment migratòries en gran part de les llurs àrees de distribució. Unes poques espècie, com Cettia pallidipes, fan migracions altitudinals.

## Taxonomia
Dins la superfamília Sylvioidea, els cètids representen un llinatge antic. El grup sembla estar prop dels egitàlids (Aegithalidae).
Segons la classificació del Congrés Ornitològic Internacional (versió 13.2, 2023), aquesta família conté 8 gèneres i 31 espècies:
- Gènere Abroscopus, amb tres espècies.
- Gènere Phyllergates, amb dues espècies.
- Gènere Tickellia, amb una espècie: tiquèlia (Tickellia hodgsoni).
- Gènere Horornis, amb 12 espècies.
- Gènere Tesia, amb 4 espècies.
- Gènere Cettia, amb 4 espècies.
- Gènere Urosphena, amb tres espècies.
- Gènere Hemitesia, amb dos espècies.

Tanmateix, altres obres taxonòmiques com el Handook of the Birds of the World i la quarta versió de la BirdLife International Checklist of the birds of the world (Desembre 2019), no reconèixen la família dels cètids i consideren que tots els seus membres estan inclosos en la dels escotocèrtids (Scotocercidae), amb 37 membres, car hi inclouen també totes les espècies que el COI considera que pertanyen als eritrocèrcids (Erythrocercidae) i els hílids (Hyliidae), a més de la Prínia del desert.